# Quốc huy Cộng hòa Xã hội chủ nghĩa Xô viết Byelorussia
Quốc huy Cộng hoà Xã hội chủ nghĩa Xô viết Byelorussia đã được sử dụng làm quốc huy của Byelorussia Xô viết cho đến khi Liên Xô sụp đổ. Quốc huy này dựa trên Quốc huy Liên Xô.
Ở giữa quốc huy là búa liềm, biểu tượng của Cộng sản tượng trưng cho sự thống nhất của công nhân và nông dân. Bên dưới búa liềm là một quả địa cầu, được đặt chồng lên trên mặt trời mọc. Tai lúa bao quanh búa liềm, có hoa trên mỗi tai;  
cỏ ba lá ở bên trái và lanh ở bên phải. Một dải ruy băng đỏ được quấn quanh tai lúa mì, tượng trưng cờ đỏ được sử dụng bởi phong trào Cộng sản. Ở dưới cùng của quốc huy, có chữ БССР (BSSR) viết tắt cho tên đầy đủ của Byelorussia Xô viết(Беларуская Савецкая Сацыялістычная Рэспубліка Bielaruskaja Savieckaja Sacyjalistyčnaja Respublika), chỉ viết một lần, vì nó được viết giống nhau ở cả Nga và Belarus. Ở mỗi bên của dải băng, khẩu hiệu của Liên Xô (Vô sản toàn thế giới, đoàn kết lại!) được viết trong tiếng Belarus ở bên trái (Пралетарыі ўсіх краін, яднайцеся! Pralietaryi ŭsich krain jadnajciesia!) và trong tiếng Nga ở bên phải (Пролетарии всех стран, соединяйтесь!). Phía trên cùng của quốc huy, có một ngôi sao đỏ tượng trưng cho Chủ nghĩa Cộng sản.
Sau khi giành độc lập, Belarus đã dùng Pahonia làm quốc huy. Điều này đã thay đổi dưới thời tổng thống Alexander Lukashenko sau cuộc trưng cầu dân ý gây tranh cãi năm 1995, trong đó thiết kế cơ bản từ thời Xô viết được giới thiệu lại với bản đồ phác thảo của Belarus thay thế búa liềm.

## Lịch sử

Quốc huy Cộng hòa Xô viết Xã hội chủ nghĩa Byelorussia (1919–1927)
Quốc huy Cộng hoà Xã hội chủ nghĩa Xô viết Byelorussia (1927–1937)
Quốc huy Cộng hoà Xã hội chủ nghĩa Xô viết Byelorussia (1937–1938) Quốc huy này có dòng chữ "Vô sản toàn thế giới, đoàn kết lại!" (từ trái sang phải) bằng tiếng Belarus, tiếng Yiddish, tiếng Nga và tiếng Ba Lan
Quốc huy Cộng hoà Xã hội chủ nghĩa Xô viết Byelorussia (1938–1949)
Quốc huy Cộng hoà Xã hội chủ nghĩa Xô viết Byelorussia (1949–1958)
Quốc huy Cộng hoà Xã hội chủ nghĩa Xô viết Byelorussia (1958–1981)
Quốc huy Cộng hoà Xã hội chủ nghĩa Xô viết Byelorussia (1981–1991)